# Heuristic
Heuristic (/hjʊəˈrɪstɪk/; tiếng Hy Lạp cổ: εὑρίσκω, "tìm kiếm" hay "khám phá") là các kỹ thuật dựa trên kinh nghiệm để giải quyết vấn đề, học hỏi hay khám phá nhằm đưa ra một giải pháp mà không được đảm bảo là tối ưu. Với việc nghiên cứu khảo sát không có tính thực tế, các phương pháp heuristic được dùng nhằm tăng nhanh quá trình tìm kiếm với các giải pháp hợp lý thông qua các suy nghĩ rút gọn để giảm bớt việc nhận thức vấn đề khi đưa ra quyết định. Ví dụ của phương pháp này bao gồm sử dụng một luật ngón tay cái, giả thuyết, phán đoán trực giác, khuôn mẫu hay nhận thức thông thường.
Thuật giải heuristic là một sự mở rộng khái niệm thuật toán. Nó thể hiện cách giải bài toán với các đặc tính sau:
- Thường tìm được lời giải tốt (nhưng không chắc là lời giải tốt nhất)
- Giải bài toán theo thuật giải heuristic thường dễ dàng và nhanh chóng đưa ra kết quả hơn so với giải thuật tối ưu, vì vậy chi phí thấp hơn.
- Thuật giải heuristic thường thể hiện khá tự nhiên, gần gũi với cách suy nghĩ và hành động của con người.

Có nhiều phương pháp để xây dựng một thuật giải heuristic, trong đó người ta thường dựa vào một số nguyên lý cơ sở như sau:
- Nguyên lý vét cạn thông minh: Trong một bài toán tìm kiếm nào đó, khi không gian tìm kiếm lớn, ta thường tìm cách giới hạn lại không gian tìm kiếm hoặc thực hiện một kiểu dò tìm đặc biệt dựa vào đặc thù của bài toán để nhanh chóng tìm ra mục tiêu.
- Nguyên lý tham lam (greedy): Lấy tiêu chuẩn tối ưu (trên phạm vi toàn cục) của bài toán để làm tiêu chuẩn chọn lựa hành động cho phạm vi cục bộ của từng bước (hay từng giai đoạn) trong quá trình tìm kiếm lời giải.
- Nguyên lý thứ tự: Thực hiện hành động dựa trên một cấu trúc thứ tự hợp lý của không gian khảo sát nhằm nhanh chóng đạt được một lời giải tốt.
- Hàm heuristic: Trong việc xây dựng các thuật giải heuristic, người ta thường dùng các hàm heuristic. Đó là các hàm đánh giá thô, giá trị của hàm phụ thuộc vào trạng thái hiện tại của bài toán tại mỗi bước giải. Nhờ giá trị này, ta có thể chọn được cách hành động tương đối hợp lý trong từng bước của thuật giải.